# Stictosia decubitana
Stictosia decubitana là một loài bướm đêm thuộc phân họ Arctiinae, họ Erebidae.